# Tilda Östberg
Tilda Catarina Östberg, född 5 maj 2001, är en svensk orienterare som tävlar för Stora Tuna OK.
Östberg deltog vid junior-VM 2021 i det vinnande svenska stafettlaget och vann en individuell bronsmedalj på medeldistansen. År 2021 var hon också med i stafettlaget från Stora Tuna OK som vann guld vid SM i sprintstafett.
År 2022 deltog Östberg i student-VM och vann där en silvermedalj i sprintstafett.
2023 blev hon svensk mästare i knockout-sprint, och vann en silvermedalj på den individuella sprinten. Hon deltog också i Euromeeting 2023 i Skottland med två segrar; i  knockout-sprint och individuell sprint.